# Salia interrupta
Salia interrupta är en fjärilsart som beskrevs av William Schaus. Salia interrupta ingår i släktet Salia och familjen nattflyn. Inga underarter finns listade.